# Savannakhet
Savannakhet is een provincie van Laos. De naam is afgeleid van Savanh Nakhone ('hemels district' of 'land van vruchtbaarheid geschikt voor landbouw') de oorspronkelijke naam van de provincie. Het heeft dezelfde betekenis als Nakhon Sawan, een stad in Thailand.
De provincie ligt in het zuiden van het land en is de grootste provincie van Laos. Het grenst in het noorden aan de provincie Khammouane, in het oosten aan de provincies Quảng Trị en Huế in Vietnam, in het zuiden aan de provincie Salavan en in het westen aan de provincies Nakhon Phanom en Mukdahan in Thailand. De Tweede Thais-Lao Vriendschapsbrug over de Mekong rivier verbindt de provincie Mukdahan in Thailand met Savannakhet in Laos. Zijn hoofdstad, Savannakhet, ook bekend als Kaysone Phomvihane of Muang Khanthabouly is de op een na grootste stad van Laos na Vientiane. Het vormt een belangrijke handelspost tussen Thailand en Vietnam.
Samen met de provincies Bolikhamsai en Khammouane is Savannakhet een van de belangrijkste tabaksproducerende gebieden van Laos. Het heeft tal van natuurlijke hulpbronnen. Xépôn is de locatie van de grootste mijn in Laos, met reserves aan koper en goud.

## Geschiedenis
De prehistorische menselijke bewoning blijkt uit de eerste stenen werktuigen in de provincie, die tussen 100.000 en 12.000 jaar oud zijn. De eerste bronzen gereedschappen dateren van 2000 v.Chr. De regio was toen het centrum van het Sikhottabong-koninkrijk. De veel vereerde Pha That Sikhottabong stoepa staat op het terrein van een 19e-eeuws klooster in Thakhek. Sikhottabong was een belangrijk koninkrijk in het oude Indo-China. De hoofdstad lag in het noordwesten van de provincie, in het huidige dorp Meuang Kabong, aan de oostelijke oever van de rivier de Banghiang, ongeveer 10 kilometer ten oosten van de Mekong. Andere centra van het koninkrijk waren in Viang Chan, Khammuan, Nong Khai en Udon. In Heuan Hin zijn ruïnes van het Khmer-rijk gevonden die dateren uit 553 en 700 nC.
In de 20e eeuw was de provincie Savannakhet een van de zetels van de onafhankelijkheidsstrijd. Premier Kaysone Phomvihane is ontstaan in de provincie. De stad werd gebombardeerd en vervolgens bezet door Thaise strijdkrachten tijdens de Frans-Thaise oorlog. Tijdens de Vietnamoorlog werd het oostelijke deel van de provincie doorkruist door het Ho Chi Minh-pad. Het werd zwaar gebombardeerd door Amerikaanse troepen en loyalisten. Sommige gebieden worden nog steeds bedreigd door niet-ontplofte munitie. In 2007 werd de Tweede Thais-Laotiaanse Vriendschapsbrug geopend over de Mekong van Savannakhet naar Mukdahan, Thailand. In april 2008 werd een toevallige ontdekking gedaan in Meuang Kabong, bestaande uit 8,5 kilogram goud en 18,7 kilogram zilveren voorwerpen, evenals pilaren en sporen van bakstenen muren. Veel missionarissen kwamen hier, wat blijkt uit een katholieke kerk in Savannakhet.